# Let L-610
Dimensions
Le Let L 610 est un prototype de l'avionneur tchèque Let Kunovice.
En 1998, Let Kunovice fut acquis par l'avionneur américain Ayres Corporation ; entre cette date et la faillite d'Ayres, le L-610 fut commercialisé sous les noms d'Ayres L-610 et d'Ayres 7000.

## Conception et développement
À la fin des années 1970, après le succès du bi-turbopropulseur LET L-410, la compagnie aérienne soviétique Aeroflot a demandé à LET d'étudier un remplaçant à l'Antonov An-24.
Le L-160 était une conception bi-turbopropulseur, motorisé par le nouveau turbopropulseur tchèque Motorlet M 602, d'une capacité de quarante places. Malheureusement le fait que le développement d'un moteur demande plus de temps que celui de la cellule d'un avion ne fut pas pris en considération. Finalement le 28 décembre 1988 quand le turbopropulseur Motorlet M 602 de 1 358 kW fut prêt l'avion effectua son premier vol. Aucun avion n'a jamais été livré à un opérateur commercial, bien qu'un avion ait été présenté sous les couleurs de l'Aeroflot au salon de Paris dans les années 1990. Un LET 610 M a été livré à l'armée de l'air tchèque pour tests de vol en vue de sa certification.
Après la chute de l'union soviétique LET essaya « d'occidentaliser » son avion afin d'élargir son potentiel de ventes. Cela donna un nouveau modèle dénommé 'L-610G, équipé de moteurs General Electric CT7, d'une avionique numérique Collins Pro Line II, d'un radar météorologique Collins et un pilote automatique. Il effectua son premier vol le 18 décembre 1992 quatre années après le L-610M.
En même temps la compagnie, maintenant disparue, Ayres Corp. (en) racheta LET. L'avion devint le 
Ayres L-610 et fut commercialisé sous le nom Ayres 7000. Un acquéreur pressenti du Ayres 7000 fut la City Connexion Airlines (en) mais sa banqueroute mit fin au projet.